# Пять вечеров (фильм)
«Пять вечеро́в» — советский кинофильм Никиты Михалкова, снятый в 1978 году по мотивам одноимённой пьесы Александра Володина о встрече мужчины и женщины после многолетней разлуки, вызванной войной.
Основная часть фильма снята в чёрно-белом варианте, подчёркивающем стилистику конца 1950-х. Лишь в самом последнем эпизоде, когда Тамара просит Ильина остаться, появляется цвет.

## Сюжет
Осенним вечером Ильин, приехавший в город на несколько дней и сидящий в гостях у знакомой девушки Зои, вдруг замечает из окна знакомый дом. В этом доме он 18 лет назад, ещё до войны, снимал комнату у одной женщины.
Он уходит от Зои (как ему кажется, на пятнадцать минут), чтобы узнать, живёт ли ещё там эта женщина. В коммунальной квартире, куда он приходит, действительно по-прежнему проживает его давняя знакомая Тамара. Она встречает Ильина холодно, но предлагает остановиться на несколько дней во второй комнате. Тамара живёт с племянником Славиком, мать которого умерла в войну. Сама Тамара работает мастером на заводе, она член партии, не замужем. Ильин говорит, что работает главным инженером на химическом комбинате в Подгорске. Он остаётся у Тамары, а вскоре знакомится со Славиком. Во время разговора в ответ на иронический отзыв Славика о Тамаре Ильин предупреждает Славика, что не допустит недобрых слов о ней.
На следующий вечер Ильин хочет отметить встречу и готовит стол со Славиком и его подругой-телефонисткой Катей, но пришедшая с работы Тамара отказывается праздновать что-либо, и Ильин, обидевшись, уходит в свою комнату. Однако, теперь уже Тамара достаёт бутылку вина и включает музыку, пытаясь развеселиться со Славиком и Катей. Ильин в другой комнате поёт под гитару песню «Думы окаянные», и Тамара заходит к нему и признаётся, что рада, что не вышла за прошедшие годы замуж за кого-то другого.
Ильин и Тамара постепенно сближаются, вспоминая о прошлом, когда они были вместе. Неожиданно Ильин говорит Тамаре, что хочет уйти с работы, стать шофёром и уехать на Север, и предлагает Тамаре ехать с ним. Она отвечает уклончиво, не очень веря в его предложение, и высказывает свою точку зрения, что каждый в жизни должен делать самое большое, на что он способен.
Когда Тамара выходит из дому, Ильин с вещами покидает квартиру, хотя Славик пытается его задержать.
Тамара приходит к Тимофееву, однокурснику Ильина по институту. Ильин находится у Тимофеева, но просит того не говорить об этом Тамаре. В ходе разговора Тамара узнаёт у Тимофеева, что это он, а не Ильин, работает главным инженером в Подгорске, а что сам Ильин, будучи отчисленным с третьего курса, сначала стал боксёром, а потом уехал работать шофёром на Север. Тамара понимает, что предложение Ильина поехать с ним было более чем серьёзным.
Ильин заходит попрощаться сначала, к Зое, а потом к Кате на междугородний переговорный пункт, Кате он говорит, что уезжает в Воркуту. До поезда он пьёт в ресторане. Приходит Катя и напивается вместе с Ильиным. Ильин рассказывает Кате (и в это же время у себя дома Тамара — Славику), как Тамара провожала его на фронт и не могла заплакать, сказав ему: «Видишь, какая у тебя будет бесчувственная жена».
Тимофеев приносит Тамаре подарок, оставленный Ильиным. Он извиняется перед Тамарой за нелестный отзыв об Ильине во время её визита и говорит, что Ильин был отчислен из института за принципиальный поступок — «сказал подлецу (Фомичёву), что он подлец, сказал негодяю, что он негодяй», а никто из 20 человек этого сделать тогда не смог. Тимофеев признаётся Тамаре, что завидует Ильину, потому что он — хозяин своей судьбы.
Тимофеев говорит, что Ильин уехал, однако тот неожиданно появляется. В запальчивости он говорит всем, что если его посчитали неудачником, то они ошибаются, он очень счастлив и собирается ещё быть счастливым «разнообразно и по различным поводам».
Славик уводит Катю домой, Тимофеев тоже уходит. Ильин спрашивает Тамару, уйти ли ему, но Тамара просит Ильина остаться, она согласна поехать с ним куда угодно. Ильин просит прощения у Тамары, что после фронта не нашёл её и начал другую жизнь. Тамара говорит, что всё равно гордится им. Он засыпает на коленях у Тамары.

## В ролях
- Людмила Гурченко — Тамара Васильевна
- Станислав Любшин — Александр Петрович Ильин (вокал — Сергей Никитин)
- Игорь Нефёдов — Слава
- Лариса Кузнецова — Катя
- Александр Адабашьян — Тимофеев
- Валентина Теличкина — Зоя
- Ольга Николаева — соседка Тамары
- Наум Канарский — сосед Тамары
- Валентин Кулик — капитан III ранга в ресторане
- Нина Тер-Осипян — Нина Мамиконовна, соседка Тамары
- Людмила Гайликовская — недовольная бабушка на переговорном пункте

## Критика
Александр Фёдоров: «режиссёр вместе с оператором Павлом Лебешевым и художником Александром Адабашьяном сумели найти оригинальную трактовку сценического действия. Блёклые жёлто-коричневые тона, которые лишь в финале обретают натуральность красок, смотрелись как пожухшие фотографии в старом альбоме. Минимум движения камеры. Пространство, ограниченное интерьерами коммунальной квартиры. Тщательно подобранная музыка эпохи 50-х… Уже один только этот ретростиль мог бы привлечь внимание зрителей. Но актёрский ансамбль был не менее хорош. Именно ансамбль, а не отдельные блестящие „партии“».

## Награды
- Премия за лучшее исполнение мужской роли актёру С. Любшину на кинофестивале «Молодое кино» в Йере (Франция, 1979).
- Станислав Любшин — лучший актёр 1979 года по опросу журнала «Советский экран».